# آینده رچت و کلنک: ابزار تخریب
آینده رچت و کلنک: ابزار تخریب (به انگلیسی: Ratchet & Clank Future: Tools of Destruction) که در بیشتر مناطق پال تحت عنوان رچت و کلنک: ابزار تخریب شناخته می‌شود، یک بازی ویدئویی به سبک تیراندازی سوم شخص و سکوبازی است که توسط اینسامنیاک گیمز توسعه یافته و به‌وسیلهٔ سونی کامپیوتر انترتینمنت به‌طور انحصاری برای کنسول پلی‌استیشن ۳ منتشر شده است. ابزار تخریب نخستین قسمت از مجموعه بازی‌های رچت و کلنک بر روی پلی‌استیشن ۳، و همچنین اولین نسخه از سری آینده به‌شمار می‌رفت. این بازی برای نخستین بار در کنفرانس توسعه‌دهندگان بازی سال ۲۰۰۶ رونمایی شد، و در نهایت در ۲۳ اکتبر ۲۰۰۷، در آمریکای شمالی، ۹ نوامبر ۲۰۰۷ در اروپا، و ۱۱ نوامبر همان سال در ژاپن عرضه شد. نسخه‌ای برای کنسول پلی‌استیشن ۲ نیز برنامه‌ریزی شده بود، اما لغو گردید.
ابزار تخریب به محض انتشار با واکنش‌های مثبتی از سوی منتقدان همراه بود، که روند بازی جذاب و سرگرم‌کننده آن را مورد تحسین قرار دادند، اما نسبت به برخی مسائل فنی بازی انتقاداتی داشتند.